# Zōni
 (octobre 2009).
Si vous disposez d'ouvrages ou d'articles de référence ou si vous connaissez des sites web de qualité traitant du thème abordé ici, merci de compléter l'article en donnant les références utiles à sa vérifiabilité et en les liant à la section « Notes et références ».

Le zōni (雑煮), ou o-zōni, est un bouillon qui se mange avec des baguettes de saule non laquées et qui est constitué de mochi (餅, gâteaux de riz gluant), légumes et sauce soja ou miso blanc. Sa composition varie en fonction des régions du Japon. On le consomme généralement au Nouvel An.

## Histoire
Il semblerait que le zōni trouve ses origines dans la cuisine du buke (武家, familles de samouraïs), et qu'il avait d'abord été préparé sur les champs de bataille avant d'entrer dans l'alimentation de base du peuple.

## Constitution
Dans la plupart des cas, on prépare donc cette soupe avec un bouillon clair (sumashi-jiru) parfumé avec du dashi (出汁, préparation à base de bonite séchée). Ensuite, dans la partie est du pays, on l'aromatise plutôt avec de la sauce soja à quoi l'on préfère généralement, dans la partie ouest, du miso.
Ensuite, on rajoute des morceaux de mochi, rectangulaires dans l'est du Japon, ronds à l'ouest.
Dans certains endroits, on remplace le mochi par du sato-imo (à base de taro) ou du tofu. On trouve ce type de zōni dans quelques îles ou montagnes où le riz est moins abondant.
Finalement, on y inclut couramment de la viande (poulet, boulettes de viande) ou du poisson, des légumes-feuille (comme le komatsuna ou les épinards), du mitsuba (sorte de persil japonais), du kamaboko (蒲鉾, naruto ou autre), des bouts de carotte pour la couleur et des zestes de yuzu (柚, sorte de citron) pour le parfum.
On peut aussi y trouver quelques spécialités régionales.
À table, certains y ajoutent également une pincée de shichimi (七味, mélange de sept épices).